# Horné Štitáre
Horné Štitáre (bis 1948 slowakisch „Horné Štitáry“ – bis 1927 „Čitáre“; ungarisch Felsőcsitár – bis 1907 Csitár) ist eine slowakische Gemeinde im Okres Topoľčany und im Nitriansky kraj mit 654 Einwohnern (Stand 31. Dezember 2024).

## Geographie
Die Gemeinde befindet sich im mittleren Teil des Hügellands Nitrianska pahorkatina am Oberlauf des Baches Perkovský potok im Einzugsgebiet der Radošinka. Das Ortszentrum liegt auf einer Höhe von 194 m n.m. und ist 11 Kilometer von Topoľčany entfernt.
Nachbargemeinden sind Veľké Dvorany im Norden, Urmince im Osten, Horné Obdokovce im Süden und Hajná Nová Ves im Westen und Nordwesten.

## Geschichte
Horné Štitáre wurde zum ersten Mal 1113 in der Nachbarschaft zu den Gütern des Klosters Zobor als Scitar schriftlich erwähnt. Bis 1650 war das Dorf Besitz der Familie Berényi und wechselte seither mehrere Besitzer. 1715 gab es neun untertane und drei Einlieger-Haushalte, 1787 hatte die Ortschaft 30 Häuser und 217 Einwohner, 1828 zählte man 34 Häuser und 232 Einwohner, die als Landwirte und insbesondere im Zuckerrübenanbau beschäftigt waren. Im 19. und 20. Jahrhundert besaß die Familie Stummer Güter im Ort.
Bis 1918 gehörte der im Komitat Neutra liegende Ort zum Königreich Ungarn und kam danach zur Tschechoslowakei beziehungsweise heute Slowakei.

## Bevölkerung
| Jahr                | 1994 | 2004    | 2014     | 2024     |
| ------------------- | ---- | ------- | -------- | -------- |
| Anzahl der Personen | 456  | 452     | 506      | 654      |
| Unterschied         |      | −0,87 % | +11,94 % | +29,24 % |

| Jahr                | 2023 | 2024    |
| ------------------- | ---- | ------- |
| Anzahl der Personen | 676  | 654     |
| Unterschied         |      | −3,25 % |

Gemäß der Volkszählung 2011 wohnten in Horné Štitáre 491 Einwohner, davon 485 Slowaken, zwei Roma sowie jeweils ein Magyare und Tscheche. Zwei Einwohner machten keine Angabe zur Ethnie.
445 Einwohner bekannten sich zur römisch-katholischen Kirche, acht Einwohner zur Evangelischen Kirche A. B., ein Einwohner zu den Zeugen Jehovas und ein Einwohner zu einer anderen Konfession. 16 Einwohner waren konfessionslos und bei 20 Einwohnern wurde die Konfession nicht ermittelt.